# Ordo Rosarius Equilibrio
«Ordo Rosarius Equilibrio» или «ORE» — коллектив из Швеции, исполняющий музыку в жанрах неофолк и мартиал-индастриал. Основан Томасом Петтерссоном в 1993 году и существует по сей день.

## История
В 1993 году после распада предыдущей группы Томаса Петтерссона Archon Satani он решил начать новый проект, который изначально назывался «Ordo Equilibrio». К нему присоединилась его тогдашняя подруга Челси Крук.
В 2001 году произошли изменения в составе: Челси Крук ушла, а её место заняла Роз-Мари Ларсен. Также в название группы было добавлено слово Rosarius.

## Стиль
Музыкальный стиль группы был описан как «апокалиптический фолк», поджанр неофолка. Название Ordo Rosarius Equilibrio переводится с латинского как «Орден Розы и Равновесия».
В своей мрачной лирике Ordo Rosarius Equilibrio сочетает в себе, казалось бы, несовместимые вещи, такие как «созидание и разрушение, темное и светлое, радости и печали, секс и война», часто используя христианские символы. Оккультизм и гностицизм в значительной степени составляют темы группы. БДСМ темы также часто использовались в первые годы.
В музыке используется широкий спектр инструментов, в том числе акустические гитары, ударные и фортепиано.

## Дискография
| Год  | Название альбома                                                                      | Формат                                  | Лейбл              | Каталог #     |
| ---- | ------------------------------------------------------------------------------------- | --------------------------------------- | ------------------ | ------------- |
| 1995 | Reaping the Fallen, The First Harvest (Как Ordo Equilibrio)                           | CD                                      | Cold Meat Industry | CMI.32        |
| 1997 | The Triumph of Light…. and Thy Thirteen Shadows of Love (Как Ordo Equilibrio)         | CD                                      | Cold Meat Industry | CMI.44        |
| 1997 | I4I (Как Ordo Equilibrio)                                                             | 7"                                      | Cold Meat Industry | CMI.54        |
| 1998 | Conquest, Love & Self Perseverance (Как Ordo Equilibrio)                              | CD                                      | Cold Meat Industry | CMI.64        |
| 2001 | Make Love, And War; The Wedlock of Roses                                              | CD                                      | Cold Meat Industry | CMI.84        |
| 2001 | Make Love, And War; The Wedlock of Equilibrium                                        | CD                                      | Cold Meat Industry | CMI.94        |
| 2001 | Make Love, And War; The Wedlock of Roses, And Equilibrium                             | Double-LP                               | Cold Meat Industry | CMI.84/94     |
| 2003 | Cocktails, Carnage, Crucifixion And Pornography                                       | CD                                      | Cold Meat Industry | CMI.124       |
| 2005 | Satyriasis — Somewhere Between Equilibrium And Nihilism (Совместно с Spiritual Front) | CD                                      | Cold Meat Industry | CMI.144       |
| 2006 | Apocalips                                                                             | Double-LP/CD                            | Cold Meat Industry | CMI.141       |
| 2007 | Four                                                                                  | 10"/CD-EP/CD-EP-Box/Cassette            | Raubbau            | Raub 001      |
| 2009 | O N A N I [Practice Makes Perfect]                                                    | CD+DVD/CD/LP/Picturedisc                | Cold Meat Industry | CMI.191       |
| 2010 | Do Angels Never Cry, And Heaven Never Fall?                                           | CD/Maxi-Single/Enhanced/Limited Edition | Out Of Line        | OUT 425       |
| 2010 | Songs 4 Hate & Devotion                                                               | Double-LP/CD                            | Out Of Line        | OUT 433       |
| 2013 | 4Play                                                                                 | CD/EP/Limited Edition/Numbered          | Out Of Line        | OUT 588       |
| 2015 | Vision: Libertine - The Hangman's Triad                                               | Double-LP/CD                            | Out Of Line        | OUT 786       |
| 2019 | Let's Play (two girls and a goat)                                                     | CD/Limited Edition                      | Out Of Line        | OUT 1044/1047 |
| 2022 | La Fleur Du Mal                                                                       | EP/CD                                   | Out Of Line        | OUT 1224      |
| 2022 | Nihilist Notes (And The Perpetual Quest 4 Meaning In Nothing)                         | CD/LP                                   | Out Of Line        | OUT 1169      |